# Gewerbeabfallverordnung

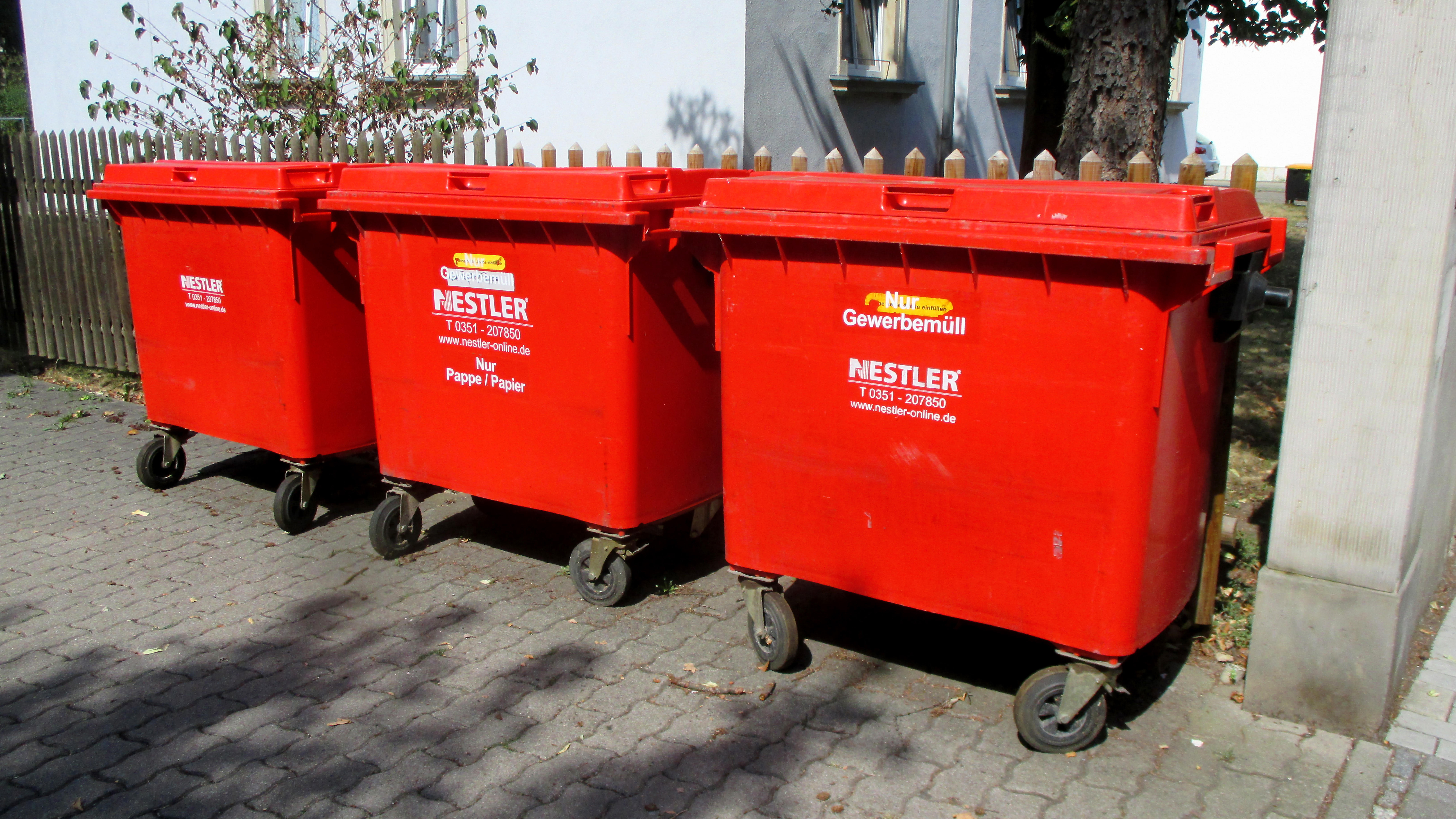
Gewerbemüll in Dresden – Entsorgung Nestler

Die Gewerbeabfallverordnung (GewAbfV) schreibt vor, dass Erzeuger und Besitzer von gewerblichen Siedlungsabfällen sowie von Abbruch- und Bauabfällen diese von der Stelle ihres Anfalls an trennen, um eine möglichst hochwertige Verwertung der Abfälle zu gewährleisten.
Mit Neufassung 2017 wurde die seit 2003 gültige Verordnung modernisiert. Pflichten zur Dokumentation sind erweitert und die zur Abfalltrennung vertieft, also differenzierter. So wurden die fünf Kategorien für gewerblichen Siedlungsabfall (Papier, Glas, Kunststoffe, Metalle, Bioabfälle) um zwei (Holz und Textilien) ergänzt. Ziel ist eine Senkung des Anteils thermischer Abfallbehandlung von Gewerbemüll. Die Recyclingquote von 7 Prozent von rd. sechs Millionen Tonnen Gewerbemüll im Jahre 2017 soll auf mindestens 30 Prozent ansteigen.

## Ausnahmen
Die Verordnung gilt nicht für Abfälle, die dem Elektro- und Elektronikgerätegesetz oder dem Batteriegesetz unterliegen, öffentlich-rechtlichen Entsorgungsträgern überlassen werden mussten oder einem der eingeführten Systeme zur Verpackungsverwertung zurückgegeben werden. Ausnahmen von den Trennungspflichten sind möglich, soweit die getrennte Sammlung nachweislich technisch unmöglich oder wirtschaftlich unzumutbar sein sollte. Dann haben die Verantwortlichen die Gemische aber unverzüglich einer speziellen Vorbehandlungsanlage etwa zum Sichten und Sortieren oder im Falle mineralischer Abfälle einer stationären oder mobilen Aufbereitungsanlage, zum Beispiel einem zulässigen Shredder zuzuführen. Für gefährliche Abfälle gelten besondere, schärfere Regeln.

## Gewerbeabfall

### Umsetzung im Unternehmen
Es ist zu trennen nach 1. Papier und Pappen, 2. Glas, 3. Kunststoffen, 4. Metallen, 5. Holz, 6. Textilien und 7. Bioabfällen, letztere zusätzlich nach verpackten und unverpackten Chargen.
Mit einer bestehenden Umweltmanagement-Zertifizierung nach DIN EN ISO 14001 erfüllen Unternehmen noch nicht automatisch die Anforderungen der Gewerbeabfallverordnung. Hinweise zu ihrer Umsetzung – ergänzt um fünf Musterfälle und 57 FAQs – bekommen Unternehmen im Infopaket „Gewerbeabfall“ des Bayerischen Industrie- und Handelskammertages (BIHK) e.V.

### Farbliche Kennzeichnung in Sachsen
In vielen Städten von Sachsen wird der Gewerbemüll in rot gefärbten Tonnen und Behältern gesammelt.

## Bau- und Abbruchabfälle
sind zu trennen nach 1. Glas, 2. Kunststoffen, 3. Metallen, 4. Holz, 5. Dämmmaterial, 6. Bitumengemischen, 7. Baustoffen auf Gipsbasis, 8. Beton, 9. Ziegel und 10. Fliesen und Keramik. Von den hier auch für Privatleute geltenden umfassenden bußgeldbewehrten Pflichten zur Dokumentation und zum Nachweis der Trennung, der Gründe für etwaige Abweichungen und der ordentlich erfassten Übergabe an bestimmte Abfallanlagen sind hier nur Besitzer und Erzeuger von bis zu insgesamt 10 Kubikmeter befreit.